# Bomolocha polycyma
Bomolocha polycyma är en fjärilsart som beskrevs av George Francis Hampson 1902. Bomolocha polycyma ingår i släktet Bomolocha och familjen nattflyn. Inga underarter finns listade i Catalogue of Life.